# Кожевников, Яков Иванович
Яков Иванович Кожевников (3 ноября 1903 года, дер. Танино, Ершичская волость, Рославльский уезд, Смоленская губерния — 1 ноября 1972 года, Киев) — советский военный деятель, генерал-майор (11 июля 1945 года).

## Начальная биография
Яков Иванович Кожевников родился 3 ноября 1903 года в деревне Танино ныне Ершичского района Смоленской области.

## Военная служба

### Довоенное время
1 октября 1924 года призван в ряды РККА и направлен на учёбу в Западную пехотную школу в Смоленске, после расформирования которой в октябре 1926 года переведён в Иваново-Вознесенскую пехотную школу в Орле. По окончании школы в августе 1927 года назначен на должность командира пулемётного взвода в составе 2-го стрелкового полка (Московская Пролетарская стрелковая дивизия).
В октябре 1931 года переведён в 50-ю стрелковую дивизию (Московский военный округ), где был назначен на должность командира пулемётной роты в составе 149-го стрелкового полка, а в марте 1933 года — на должность командира отдельной зенитно-пулемётной роты. С октября 1934 года Кожевников служил в дислоцированном в Костроме 145-м стрелковом полку (49-я стрелковая дивизия) на должностях помощника командира батальона и помощника начальника штаба полка по мобилизационной работе.
В марте 1939 года назначен начальником штаба 274-го стрелкового полка (24-я стрелковая дивизия, Ленинградский военный округ), а в январе 1940 года — помощником командира этого же полка. Находясь на данных должностях, во время советско-финской войны принимал участие в наступательных боевых действиях на Карельском перешейке. После окончания войны назначен на должность заместителя командира 270-го стрелкового полка в составе 8-й отдельной стрелковой бригады, а 10 мая 1941 года — на должность начальника 1-го отделения штаба укрепрайона полуострова Ханко.

### Великая Отечественная война
С началом войны находился на прежней должности.
В августе 1941 года назначен на должность командира 219-го стрелкового полка в составе 8-й отдельной стрелковой бригады, которая вела оборонительные боевые действия на полуострове Ханко и к декабрю эвакуирована в Ленинград. В марте 1942 года бригада была развёрнута в 136-ю стрелковую дивизию, в составе которой подполковник Кожевников был назначен на должность командира 342-го стрелкового полка. Вскоре дивизия принимала участие в боевых действиях в ходе Синявинской наступательной операции и затем — по расширению плацдарма на восточном берегу реки Тосно.
Во время операции «Искра» дивизия вела с 12 января 1943 года наступательные боевые действия по направлению на Рабочий Посёлок № 5, в районе которого 18 января произошло соединение с 18-й стрелковой дивизией (2-я ударная армия, Волховский фронт), в результате чего была прорвана Блокада Ленинграда, за что приказом НКО № 31 от 19 января 1943 года дивизия была преобразована в 63-ю гвардейскую, а полк под командованием Я. И. Кожевникова — в 192-й гвардейский.
В феврале дивизия принимала участие в ходе Красноборской операции, после чего перешла заняла оборонительный рубеж Весёлый Посёлок, Фарфоровая, Александровское, Пороховое, Большая и Малая Охта. Вскоре дивизия принимала участие в боевых действиях в ходе Мгинской, Ленинградско-Новгородской и Красносельско-Ропшинской наступательных операций.
4 марта 1944 года полковник Кожевников назначен на должность заместителя командира 63-й гвардейской стрелковой дивизии, а 22 апреля — на должность командира 201-й стрелковой дивизии, которая находилась в резерве 117-го стрелкового корпуса. После возвращения генерал-майора В. П. Якутовича, прежнего командира дивизии, Я. И. Кожевников 12 июня переведён командиром в 48-ю стрелковую дивизию, которая вела боевые действия в районе Соокюля, Путки, а с августа принимала участие в ходе Рижской наступательной операции по направлению на Ригу и Добеле.
3 марта 1945 года назначен на должность командира 85-й стрелковой дивизии, которая принимала участие в боевых действиях в районе Риги против курляндской группировки противника.

### Послевоенная карьера
После окончания войны находился на прежней должности.
С 31 октября 1945 года генерал-майор Я. И. Кожевников находился в распоряжении Главного управления кадров НКО и вскоре направлен на учёбу на Высшие академические курсы при Высшей военной академии имени К. Е. Ворошилова, после окончания которых в мае 1947 года назначен на должность начальника курсов усовершенствования офицеров пехоты Туркестанского военного округа, в апреле 1950 года — на должность заместителя командира 1-й гвардейской стрелковой дивизии (Прибалтийский военный округ), а в январе 1952 года — на должность командира 16-й гвардейской стрелковой бригады (Восточно-Сибирский военный округ), которая в декабре 1953 года была преобразована в механизированную дивизию, после чего находился в распоряжении командующего Забайкальским военным округом.
Генерал-майор Яков Иванович Кожевников 17 февраля 1954 года вышел в запас.
Умер 1 ноября 1972 года в Киеве, похоронен на Байковом кладбище.

## Награды
- Орден Ленина (15.11.1950);
- Два ордена Красного Знамени (20.12.1941, 03.11.1944);
- Орден Кутузова 2 степени (29.06.1945);
- Орден Суворова 3 степени (30.01.1943);
- Орден Александра Невского (06.06.1945);
- Орден Отечественной войны 1 степени (22.01.1944);
- Орден Красной Звезды (11.04.1940);
- Медали.